# Archibracon elizabethae
Archibracon elizabethae är en stekelart som först beskrevs av Cameron 1906.  Archibracon elizabethae ingår i släktet Archibracon och familjen bracksteklar. Inga underarter finns listade.